# Куприненко Павло Андрійович
Павло Андрійович Куприненко (1903–1967) — гвардії підполковник, учасник Німецько-радянської війни. Є одним із трьох осіб, тричі нагороджених орденом Олександра Невського.

## Біографія
З української селянської родини. Змалку працював у сільському господарстві. Із 1925 на службі в лавах Червоної армії, курсант, закінчив командирські курси піхотної полкової школи. Член ВКП(б) з 1927.
До початку Німецько-радянської війни перебував у складі стрілецької частини у Західному військовому окрузі. У 1941 був начальником штабу стрілецького батальйону, брав участь у прикордонних битвах. Протягом літа двічі був в оточенні, у серпні 1941 очолив групу з червоноармійців та тиловиків, що опинилися у ворожому кільці. Уважно вивчивши карту місцевості і розіславши розвідників місцезнаходження можливих кулеметних засідок і постів ворога, організував раптовий удар і з боєм прорвався за межі ворожого кільця. Змінивши напрямок та збивши переслідування ворожих мотоциклістів та автоматників на бронетранспортерах, йому вдалося вивести зведену групу солдатів і командирів з оточення. При цьому вони зберегли боєздатність та зброю; крім того, ними були врятовані лікарі, медсестри та персонал евакогоспіталю, а також багато поранених бійців і командирів, яких втомлені та голодні солдати виносили на руках на саморобних ношах та возах, запряжених кіньми.
Після написання пояснювальних в особливому відділі НКВС, протягом трьох військових років перебував на передовій у діючій армії. Був командиром стрілецької роти та стрілецького батальйону на Калінінському, Південно-Західному, Воронезькому, Степовому, Українському та Білоруському фронтах. У вересні 1943 року був легко поранений і зазнав сильної контузії в боях на Степовому фронті. Потім стає заступником командира, потім командиром 146-го гвардійського стрілецького полку 48-ї гвардійської стрілецької дивізії 20-го стрілецького корпусу.
Після війни з 1946 по 1954 працював Пінським військовим комісаром. Після скасування Пінської області перейшов на роботу до міського комітету ДТСААФ. Обирався депутатом Пінської міської ради та до складу Пінського міського комітету комуністичної партії БРСР. Похований на міському кладовищі Пінська на вулиці Спокійній.

## Звання
- капітан;
- майор;
- підполковник.

## Нагороди
- Усіма трьома орденами Олександра Невського нагороджений протягом трьох тижнів (27 березня, 3 та 19 квітня 1944). Також є кавалером двох орденів Червоного Прапора (вересень 1944, 1949), ордена Вітчизняної війни II ступеня (березень 1945), ордена Червоної Зірки (1944) та медалей.